# Khonqa
Khonqa (uzbeko: Xonqa; russo Ханка) è una città dell'Uzbekistan. È il capoluogo del distretto di Khonqa nella regione di Xorazm (Khorezm) e conta 43.105 abitanti (calcolati per il 2010). La città si trova circa 15 km a sud-est di Urgench.